# كيوسوكي ناريتا
كيوسوكي ناريتا (باليابانية: 成田 恭輔) (2 مايو 1992 في شيزوكا في اليابان – )؛ هو لاعب كرة قدم ياباني سابق كان يلعب كمدافع.

## وصلات خارجية
- كيوسوكي ناريتا على موقع رابطة كرة القدم اليابانية للمحترفين (اليابانية)